# 福爾斯堡 (紐約州普查規定居民點)
福爾斯堡（英語：Fallsburg）是位於美國紐約州沙利文縣的普查規定居民點。

## 人口
根據2020年美國人口普查的數據，福爾斯堡的面積為8.84平方千米，當中陸地面積為8.73平方千米，而水域面積為0.11平方千米。當地共有人口1862人，而人口密度為每平方千米210.63人。